# Teissières-lès-Bouliès
Teissières-lès-Bouliès település Franciaországban, Cantal megyében. Lakosainak száma 339 fő (2022. január 1.). Teissières-lès-Bouliès Labrousse, Leucamp, Prunet és Vezels-Roussy községekkel határos.

## Népesség
A település népessége az elmúlt években az alábbi módon változott:
| Lakosok száma | 365  | 338  | 319  | 302  | 317  | 319  | 329  | 330  | 330  | 339  |
|               | 1968 | 1982 | 1990 | 2006 | 2013 | 2015 | 2017 | 2019 | 2020 | 2022 |